# Actias selene
La mariposa luna de la India (Actias selene) es una especie de lepidóptero ditrisio de la familia Saturniidae. Es una mariposa nocturna muy popular entre los entomólogos aficionados.

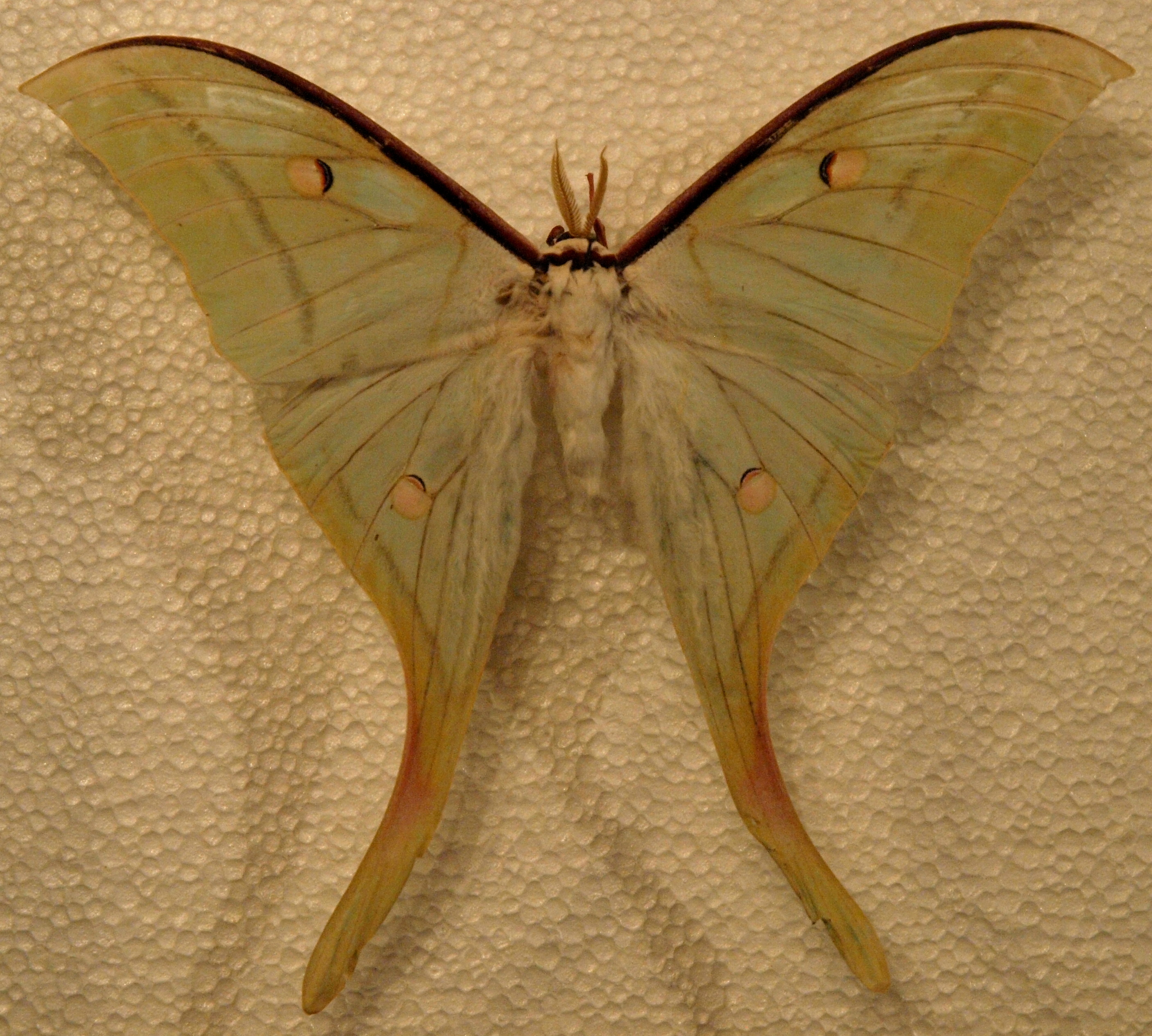
Actias selene, macho

## Ciclo de vida

### Huevos
Los huevos son de 2 mm, de color blanco con un extenso moteado negro y marrón. La incubación dura aproximadamente 12 días y las larvas recién nacidas son rojas con una silla abdominal negra. Las larvas de segundo estadio son todas rojas con cabezas negras. No es hasta el tercer estadio que las larvas toman un color verde. Las larvas en desarrollo prefieren condiciones húmedas.

### Larva
Larva verde manzana; tubérculos espinosos dorsales pareados y laterales amarillos en cada segmento, excepto el último; pelos dorsales amarillos; pelos negros laterales y ventrales; La almohadilla de las abrazaderas anales de color herrumbre.

### Pupa
Capullo de color marrón pálido y ovalado.

## Adulto

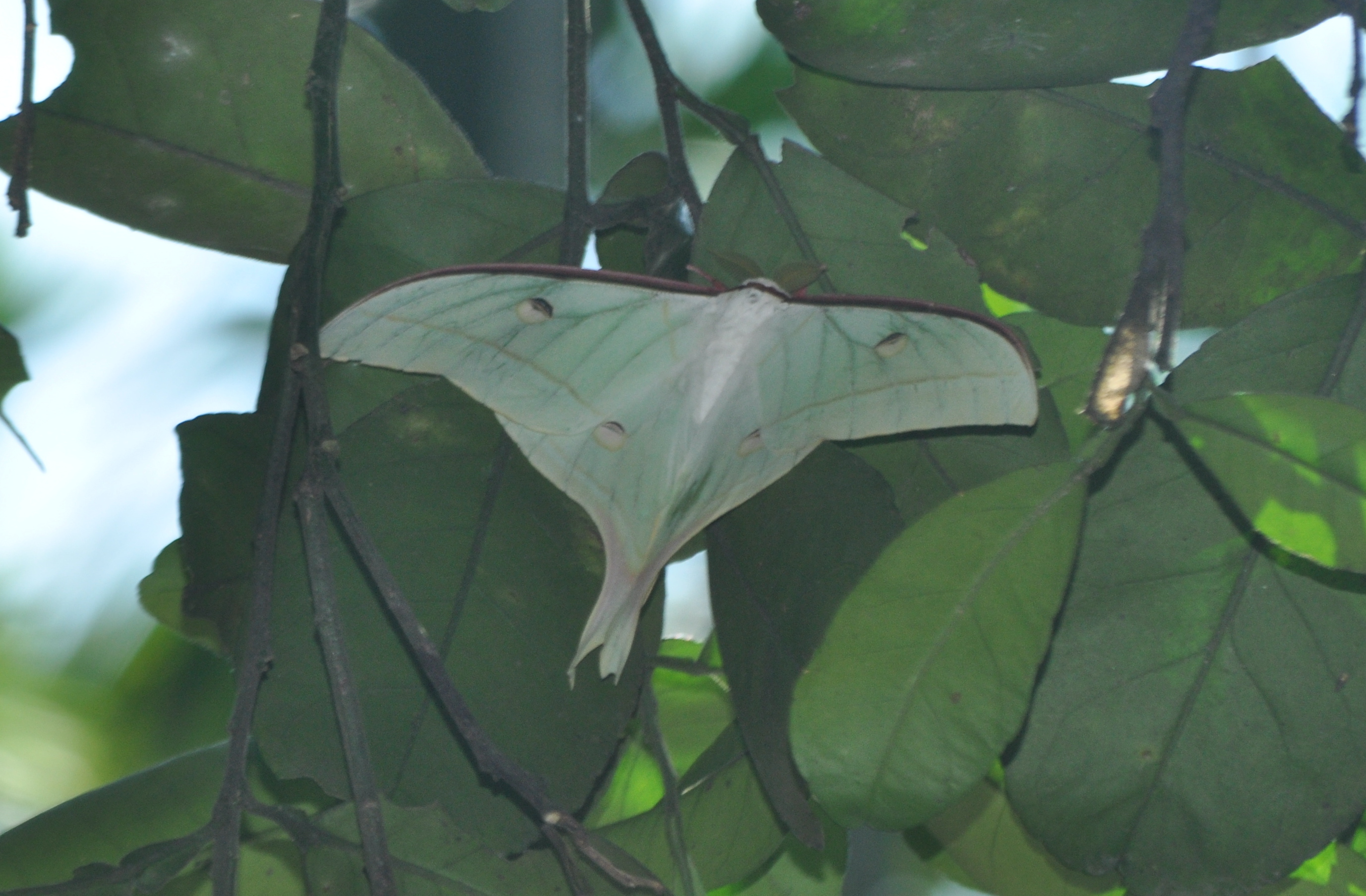

Macho: Cabeza, tórax, y abdomen blanco; palpos rosa, protórax con una banda rosa oscuro; patas de color rosa. Ala delantera muy pálida verde, blanca en la base; una fascia costal de color rosado oscuro, más oscura a lo largo de la vena subcostal: una línea antemedial amarillo pálido exteriormente oblicua; dos líneas submarginales ligeramente curvadas hacia el interior oblicuas; una banda marginal de color amarillo pálido; una lunula de color marrón rojizo oscuro al final de la celda, con una línea gris en ella, delimitando hacia adentro una mancha ocre redonda con un centro rosado. Ala trasera similar a la anterior; La porción central de la cola es rosada.
Hembra: el margen exterior menos escindido y ondulado; las marcas amarillas menos desarrolladas; la línea antemedial de aproximación más cerca de la base, y la que está en la retaguardia, ausente; la cola menos rosa.

## Imágenes del ciclo de vida

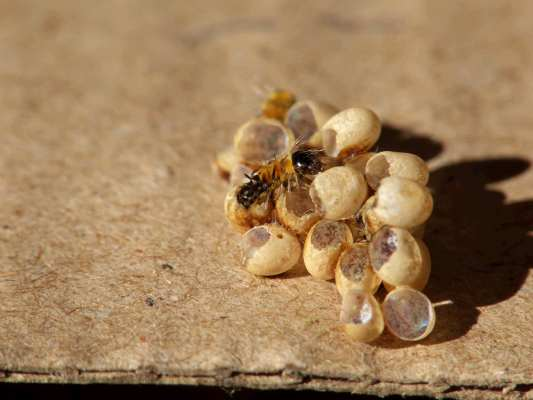
Eclosión de las orugas
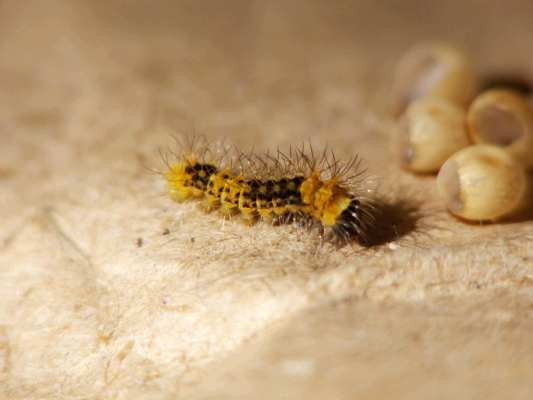
Orugas recién nacidas
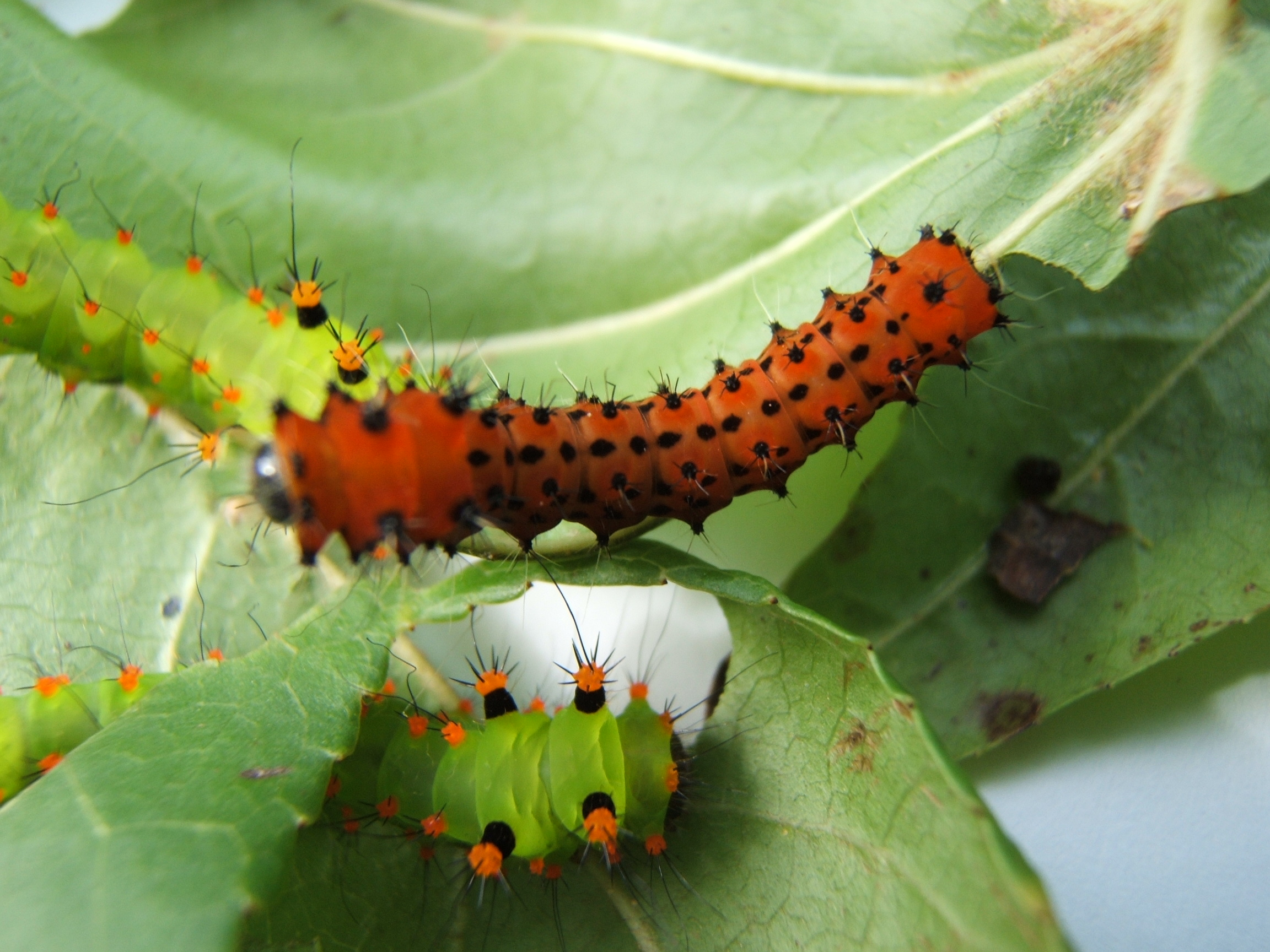
Larva de segundo estadio con terceros estadios en el fondo
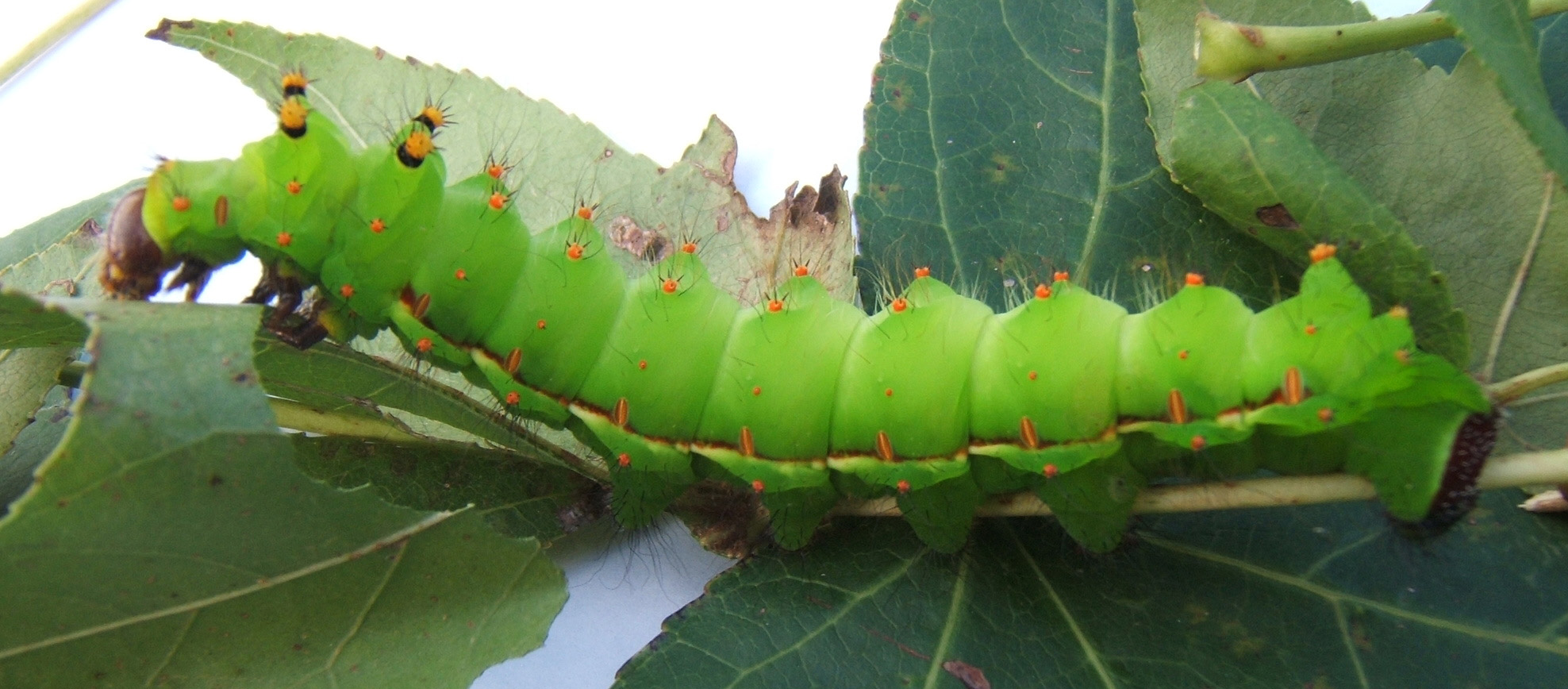
Larva de quinto estadio
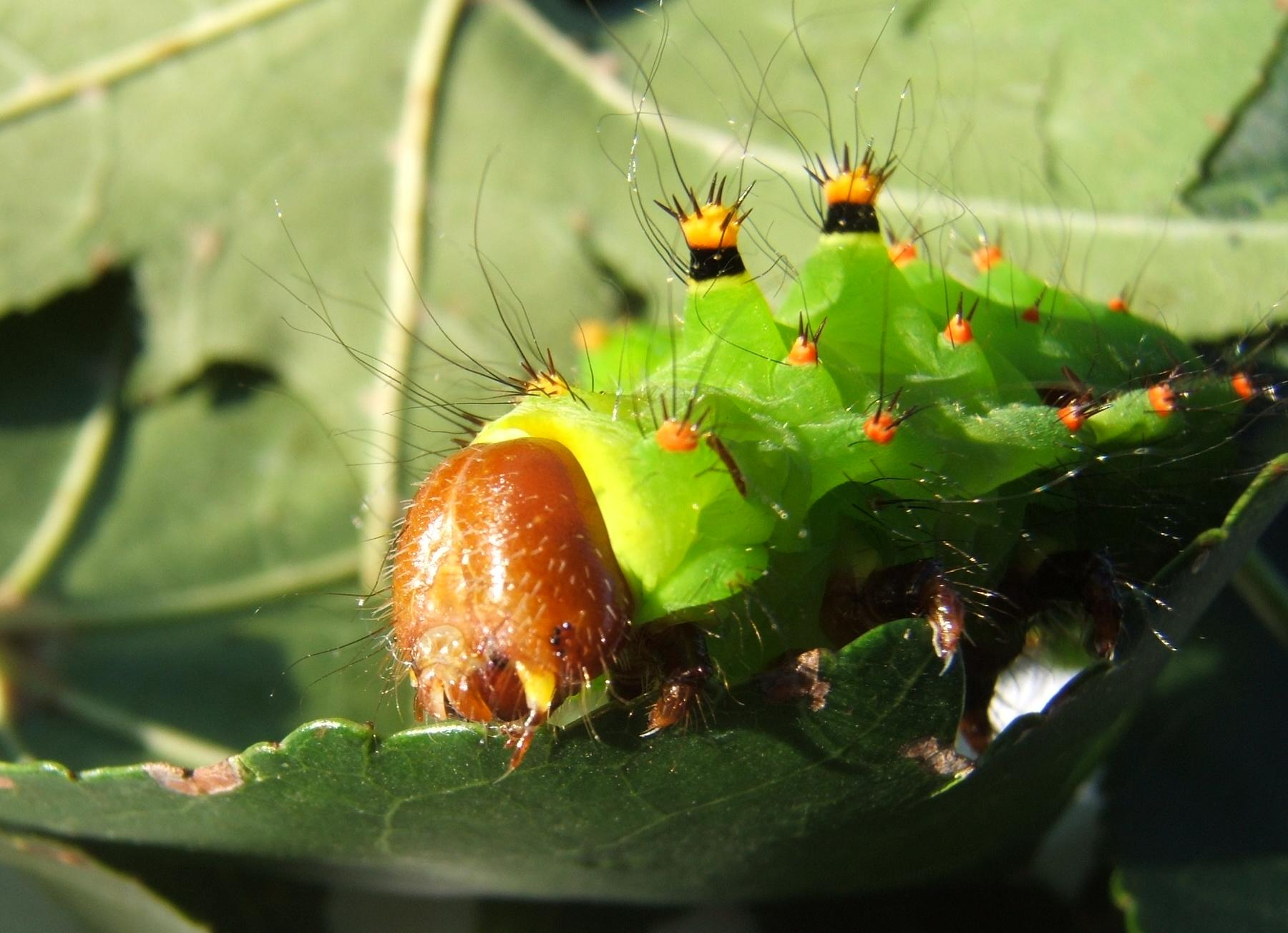
Primer plano de larva de quinto estadio para mostrar las piezas de la cabeza y la boca
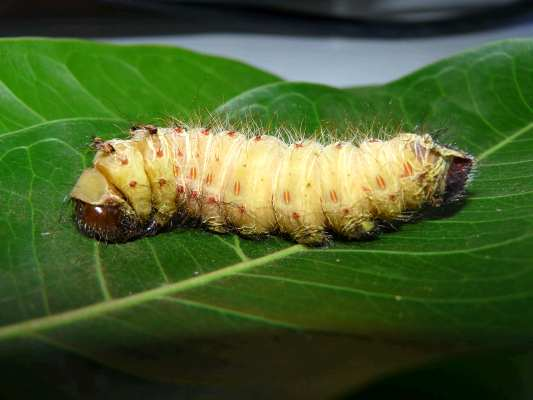
Última etapa de muda
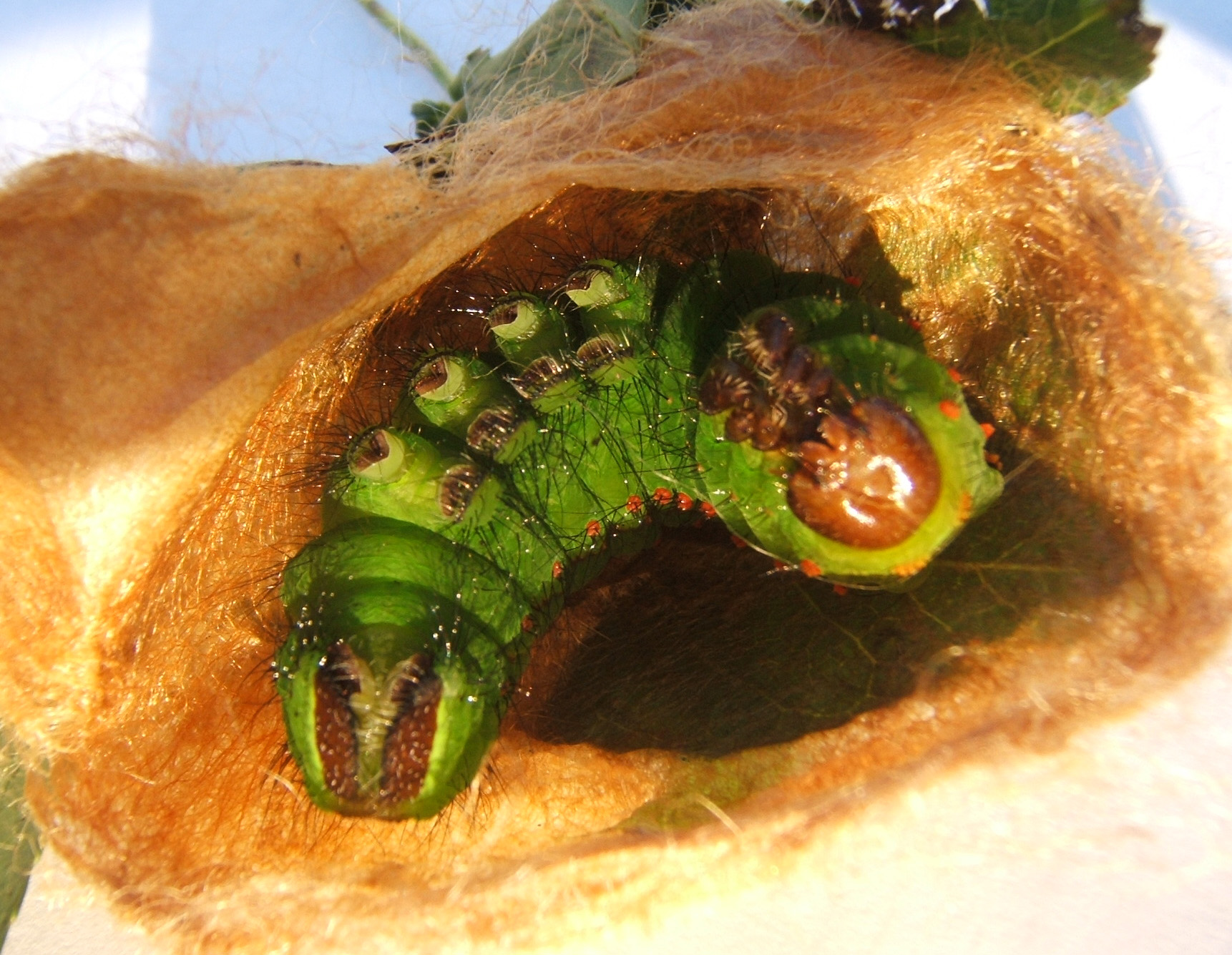
Capullo se corta para mostrar la etapa de prepupa
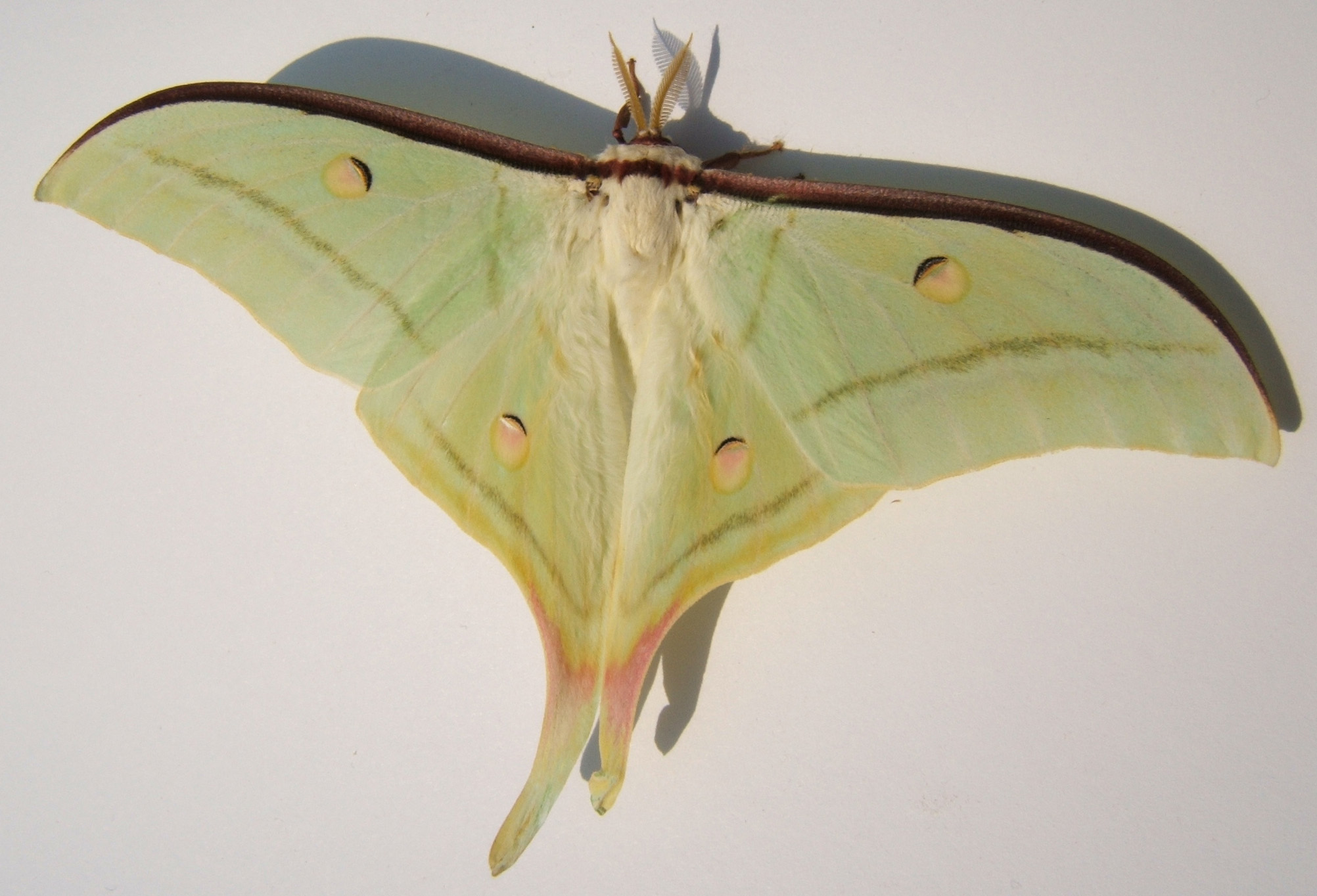
Actias selene, macho adulto

## Plantas huésped
- Liquidambar
- Rhododendron
- Prunus (incluida la cereza)
- Malus (incluida la manzana)
- Coriaria
- Pieris
- Hibiscus
- Salix (sauce)
- Crataegus (espino)
- Photinia
- Juglans regia (nuez)
- Musa (plátano)

## Distribución
La distribución de esta mariposa es muy amplia. Se la encuentra desde la India hasta Japón pasando por Nepal, Sri Lanka, Borneo y otras islas en el norte de Asia. Varias subespecies viven en Pakistán, Afghanistán, Filipinas, Rusia, China, Java, Sumatra y Borneo.

## Subespecies
- Actias selene brevijuxta (Nässig & Treadaway, 1997)
- Actias selene eberti  Rougeot, 1969  (Afganistán)
- Actias selene selene (Hübner, 1807)
- Actias selene taprobanis  U. Paukstadt & L.H. Paukstadt, 1999  (Sri Lanka)

## Híbrido
Graellsia isabellae × Actias selene es un  híbrido de la isabelina (Graellsia isabellae) y mariposa luna de la India.